# حسن أحمد باعوم

حسن أحمد باعوم (م. 1941-) سياسي يمني وناشط في الحراك الجنوبي شارك في النضال الوطني ضد الاحتلال البريطاني وكان في صفوف الجبهة القومية حتى نيل الاستقلال في 30 نوفمبر 1967م  متزوج وله ثمانية أبناء خمسة ذكور وثلاث إناث.
وبعد استقلال الجنوب تقلد عدة مناصب حكومية كان أخرها محافظا لشبوة. كان من ضمن من نفوا من عدن بعد حرب 1986 في جنوب اليمن، وعاد إليها بعد تحقيق الوحدة اليمنية بين جمهورية اليمن الديمقراطية الشعبية والجمهورية العربية اليمنية. عند اندلاع حرب 1994 أوكلت لباعوم مهام الدفاع عن جبهة شبوة.
بعد فشل محاولة الانفصال بدأ باعوم نضالا سلميا وتمكن من إنشاء حركات سياسية ترفض الوضع القائم عبر لجنة إصلاح مسار الوحدة برفقة حيدرة مسدوس وآخرين.
قاد باعوم مظاهرات واحتجاجات من مدينة المكلا من العام 1998م 

## محاكماته واعتقاله

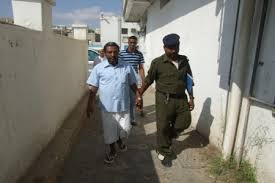
اعتقال ومحاكمة باعوم المكلا

تعرض باعوم لمضايقات السلطة اليمنية بقيادة علي صالح فقد تم اعتقاله عدة مرات كان أولها مطلع العام 1998م من مدينة المكلا عند قيادته مظاهرات لرفض الانتخابات البرلمانية وبعد أن تم الإفراج عنه عاد باعوم لممارسة العمل السياسي ليكون زائرا دائما للمعتقلات وكان أخرها مطلع العام 2011م، وتم الإفراج عنه بعد خروج صالح من السلطة.

## بعد رحيل صالح
بعد رحيل صالح من السلطة واصل باعوم عمله السياسي معلنا أن الهدف هو انفصال جنوب اليمن وأن أي تحاور يجب أن يكون على هذا الأساس.